# (2756) Dzhangar
(2756) Dzhangar – planetoida z grupy pasa głównego asteroid okrążająca Słońce w ciągu 4 lat i 29 dni w średniej odległości 2,55 j.a. Została odkryta 19 września 1974 roku w Krymskim Obserwatorium Astrofizycznym w Naucznym na Półwyspie Krymskim przez Ludmiłę Czernych. Nazwa planetoidy pochodzi z kałmuckich opowieści. Przed nadaniem nazwy planetoida nosiła oznaczenie tymczasowe (2756) 1974 SG1.